# Леон Мебіам
Лео́н Мебіам (фр. Léon Mébiame; 1 вересня 1934, Лібревіль — 18 грудня 2015, там же) — габонський політичний і державний діяч, третій віце-президент Габону з 1968 до 1975 року, коли посаду було скасовано, був призначений на посаду прем'єр-міністра й перебував на цьому посту з 16 квітня 1975 до 3 травня 1990 року.